# 直口樸麗魚
直口樸麗魚為輻鰭魚綱鱸形目隆頭魚亞目慈鯛科的其中一種，被IUCN列為易危保育類動物，分布於非洲Salisury湖流域，體長可達7.3公分，棲息在中底層水域，生活習性不明。

## 擴展閱讀
維基物種上的相關：直口樸麗魚